# West Side Soul
West Side Soul — дебютний студійний альбом американського блюзового музиканта Меджика Сема, випущений лейблом Delmark в 1967 році. 

## Опис
Записаний 12 липня та 25 жовтня 1967 року на студії Sound Studios в Чикаго. В записі взяв участь гітарист Майті Джо Янг.
На думку музичних критиків, вважається одним з найкращих альбомів електричний блюзу усіх часів.
У 1984 році альбом включено до Зали слави блюзу у номінації «класичний блюзовий альбом».

## Список композицій
1. «That's All I Need» (Меджик Сем) — 3:40
2. «I Need You So Bad» (Б.Б. Кінг, Сем Лінг) — 4:51
3. «I Feel So Good (I Wanna Boogie)» — 4:36
4. «All Your Love» (Меджик Сем, Отіс Раш) — 3:43
5. «I Don't Want No Woman» (Дон Робі) — 3:38
6. «Sweet Home Chicago» (Роберт Джонсон) — 4:11
7. «I Found a New Love» — 4:03
8. «Every Night and Every Day» (Джиммі Маккреклін) — 2:19
9. «Lookin' Good» [інструментальна] (Меджик Сем) — 3:11
10. «My Love Will Never Die» (Віллі Діксон) — 4:04
11. «Mama Talk to Your Daughter» (Дж. Б. Ленор) — 2:40
12. «I Don't Want No Woman» [альтернативна версія] (Дон Робі) — 3:30

## Учасники запису
- Меджик Сем — вокал, гітара
- Майті Джо Янг — гітара
- Стокгольм Слім — фортепіано
- Ернест Джонсон — бас
- Оді Пейн — ударні

Технічний персонал
- Роберт Кестер — продюсер
- Збігнев Ястжебський — дизайн обкладинки
- Джек Бредлі — фотограф (фото на обороті)